# Prince Clipper
Der Prince Clipper war ein Kleintransporter, den Prince Jidōsha Kōgyō, damals noch Fuji Seimitsu Kogyo, als Nachfolger des 1955 angekündigten Prince Cabover (AKTG-1) 1958 auf den japanischen Markt brachte.
Clipper steht übersetzt aus dem englischen für stolzes Pferd, das ein Renner ist. Nach dem Einstieg von Nissan bei Prince 1966 wurde das Modell zum Nissan Prince Clipper und über das neu gegründete Nissan Prince Händlernetz vertrieben. Durch die vollständige Übernahme von Prince durch Nissan 1970 wurde das Modell zum Nissan Clipper und nun über das Nissan Cherry und Nissan Bluebird Händlernetz vertrieben, da das Prince Händlernetz nun nur noch den hochpreisigen Fahrzeugen wie z. B.: Nissan Gloria und Nissan President vorbehalten war.

## Prince Cabover (ca. 1955–1958)
Der Prinz Cabover (Typ AKTG-1) wurde 1955 angekündigt und war der Vorläufer des Prince Clipper.

## Prince Clipper (1958–1966)

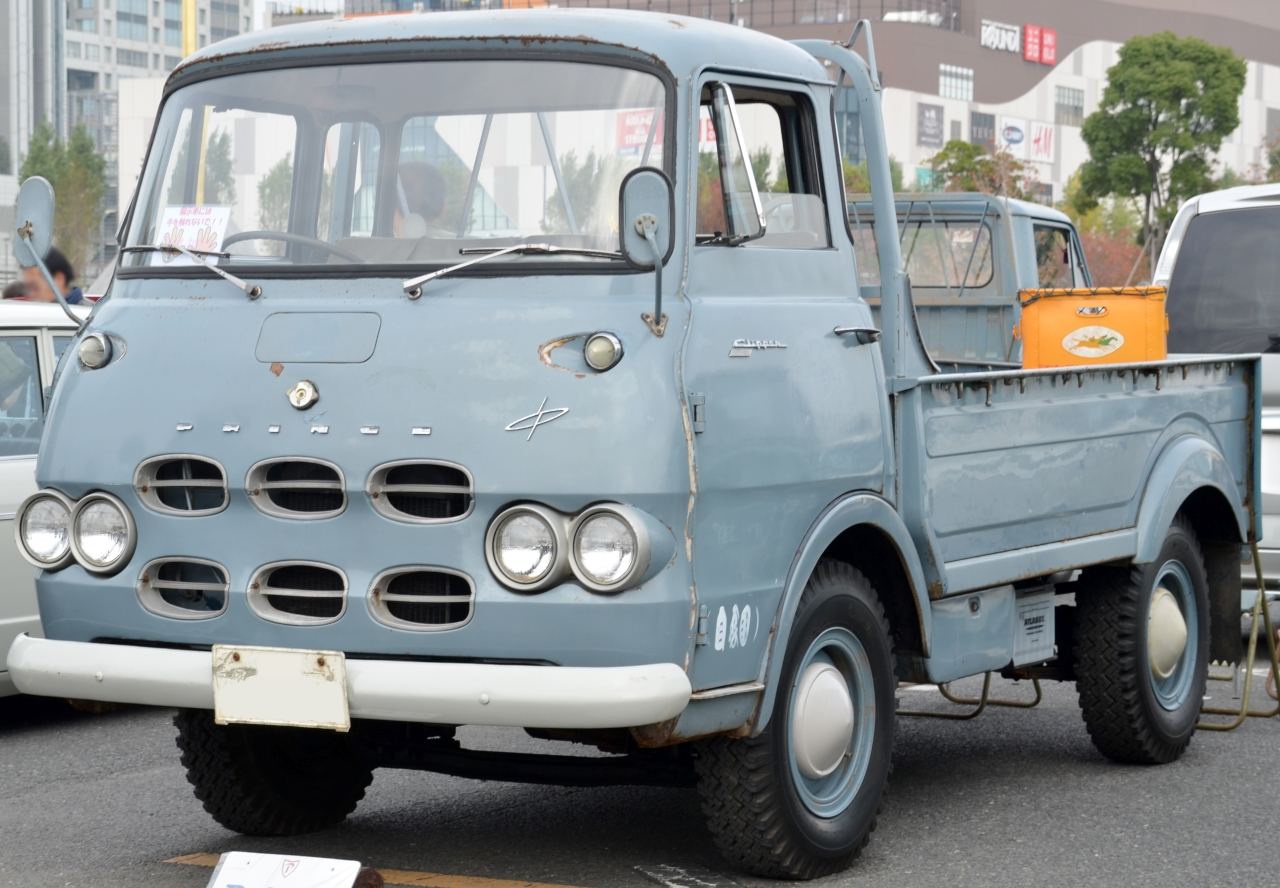
Prince Clipper ab 1963

Im Oktober 1958 startete der Verkauf des Prince Clipper AQTI-1 in Japan. Das Modell hatte keinen herkömmlichen Kühlergrill, sondern eine Frontmaske mit zwei Reihen mit jeweils drei ovalen, chromumrandeten Kühllufteinlässen. Der Lkw mit maximal 2 Tonnen Nutzlast wurde angetrieben von einem 1484 cm³-OHV-Vierzylinderottomotor Typ GA30 (60 PS (44 kW) bei 4.400 min−1, 10,75 kp·m (105,4 N·m) bei 3.200 min−1) und 4-Gang Schaltgetriebe. Der Karosseriebau war ausgelagert zu Showa Aircraft, wenig später folgte ein auf dem Pritschenwagen basierender Van (in Japan üblicher Sammelbegriff für Kastenwagen und Kleinbusse). Ab Oktober 1959 folgte der Clipper AQTI-2 mit leistungsgesteigertem Benzinmotor Typ GA4 (70 PS (51,5 kW) bei 4.800 min−1, 11,5 kp·m (113 N·m) bei 3.600 min−1) bei unverändertem Hubraum. Im April 1960 gab es geringfügige Änderungen und es wurde ein Differentialgetriebe mit Hypoidverzahnung eingebaut (Untersetzungsverhältnis 7,167: 1).
Im Februar 1961 wurde dem 2-Tonner der Super Clipper (BQTI-1) mit einer maximalen Nutzlast von 3 Tonnen und einem 1862 cm³-OHV-Vierzylinderottomotor Typ GB30 (80 PS (59 kW) bei 4.800 min−1, 14,9 kp·m (146 N·m) 3.200 min−1) zur Seite gestellt. Bereits im Juni 1961 wurde die Leistung erhöht auf 91 PS (67 kW) (BQTI-2), der kleine Clipper erhielt kleinere Änderung (AQTI-2 Typ 2) Im Mai 1962 wurde das Programm nochmals ergänzt um den Super Clipper mit verlängertem Radstand, der auch als Van zur Verfügung stand.
Im März 1963 erhielt die Modellreihe 4 statt 2 Frontscheinwerfer und war damit der erste heimische mittelschwere Frontlenker Lkw, der getrennte Scheinwerfer hatte. Der Clipper hatte nun überarbeitete Motoren, mit nun 54 kW (73 PS) im 1,5-Liter-Modell und 71 kW (96 PS) beim 1,9-Liter-Modell im Superclipper. Für den 1,5-Liter-Motor gab es optional ein 5-Gang Schaltgetriebe, beim 1,9-Liter-Motor war es Serienstandard. Im Januar 1964 gab es noch einmal kleinere Änderung und ein geändertes Armaturenbrett.

## Nissan Prince Clipper 1966–1973Nissan Clipper 1973–1976

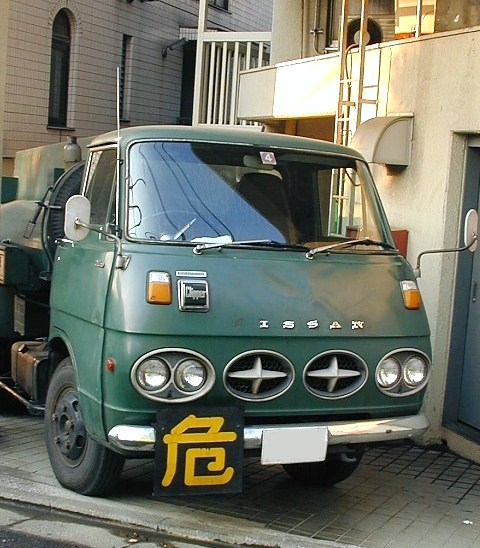
Nissan Prince Clipper

Im April 1966 startete die zweite Generation des Clipper, nun als Nissan Prince Clipper T65. Der Frontmaske zeigte nun je zwei große Ellipsen außen für die Scheinwerfer und die mittleren als Kühllufteinlässe zusätzlich mit dem Prince-Emblem in Form zweier gekreuzter Chromstreben. Als Antrieb kamen zunächst die aus der 1. Generation bekannten Motoren, ab 1968 dann Motoren von Nissan mit 5-Gang-Schaltgetriebe zum Einsatz. Als Ottomotor der 4-Zylinder Nissan H20 mit 1982 cm³ Hubraum und 99 PS (73 kW) Leistung sowie der Dieselmotor SD22. Im Januar 1973 wurde die Serie zum Nissan Clipper T40, blieb baugleich, aber das bis dahin noch verwendete Prince-Emblem verschwand.

## Nissan Clipper 1976–1981

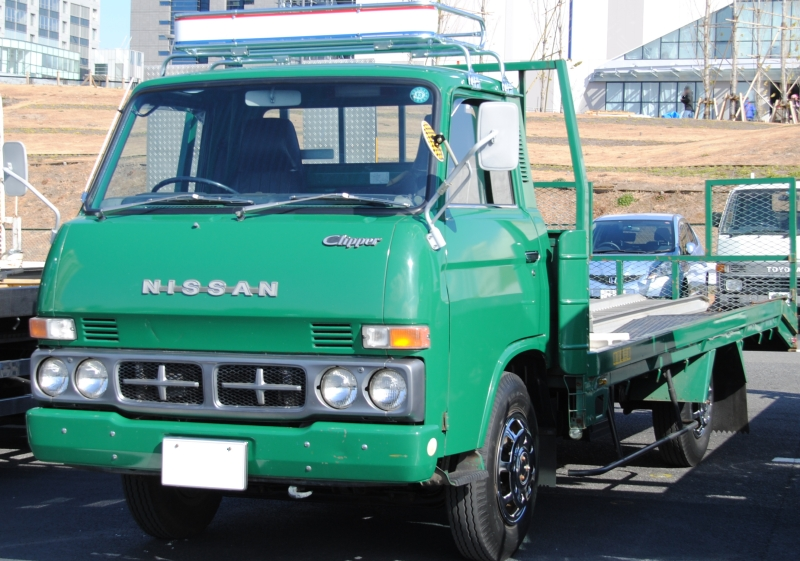
Nissan Clipper

Im Mai 1976 startete der Clipper Typ C340. Hierbei handelte es sich um einen Nissan Caball C340, jedoch wurde der Kühlergrill des Clipper noch in Anlehnung an die Vorgängermodelle gestaltet und beim Caball auch für die Exportversion verwendet. Die Vanmodelle wurden nicht mehr gebaut. Weiterhin kam der Nissan H20, nun überarbeitet, mit 5-Gang-Schaltgetriebe zum Einsatz. 1978 wurde der Clipper erneut überarbeitet, zusätzlich eine Version mit niedrigerer Pritsche eingeführt, im September 1979 folgten weitere kleinere Änderung und die Motoren wurden den aktuellen Emissionsvorschriften angepasst.
Im Juni 1980 gab es weitere Verbesserung, als Sicherheitsmaßnahmen wurde teilweise Sicherheitsfenster eingeführt und ein 3.300-cm3-Dieselmotor (Typ ED 33) angeboten. Für eine bessere Startfähigkeit erhielt er eine automatische Vorglühanlage mit Nachglühfunktion, Auspuffbremsen wurden als Optionen für einige Modelle angeboten. Bei einigen Modellen ist auch eine Servolenkung als Option erhältlich, die jedoch nicht gleichzeitig mit einer Klimaanlage eingebaut werden kann.
Im Dezember 1981 endete die Produktion und durch den Nissan Atlas, in Europa gebaut und verkauft als Nissan Cabstar, ersetzt.